# International Dance Organization

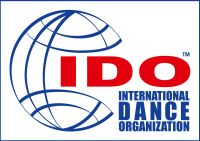
Logo dell'IDO

L'Organizzazione internazionale della danza (in inglese: International Dance Organization, IDO) è una federazione mondiale di danza sportiva ufficiale, indipendente, politicamente neutrale, senza scopo di lucro, registrata a Slagelse, Danimarca. Membri dell'IDO sono le federazioni di danza nazionali; possono aderire solo organizzazioni non a scopo di lucro. La più grande competizione IDO, dura più di una settimana, sono le Olimpiadi mondiali della danza (World Dance Olympiad) che si tengono a Mosca attorno al 1 maggio, e la settimana della danza a Riesa con tip-tap e Show Dance alla fine di novembre.

## Storia
IDO è stata fondata il 18 settembre 1981, da quattro nazioni: Francia, Gibilterra, Italia e Svizzera. Il fondatore e primo segretario generale fu l'italiano Moreno Polidori.
Alla guida dell'IDO si sono succeduti:
- Moreno Polidori (segretario generale, 1981 – 1998)
- Nils Hakan Carlzon (presidente, 1998 – 2008)
- Bill Fowler (presidente, 2008 – 2011)
- Jörn Storbraten (presidente, 2011 – 2014)
- Michael Wendt (presidente, 2014 – 2020)
- Velibor Srdic, (presidente, dal 2021)

## Affiliazione alle federazioni mondiali di danza
Dal 1991 al 2013, IDO era un membro affiliato al World Dance Council (WDC). Dal 2006 al 2012, IDO era anche un membro affiliato della International DanceSport Federation (IDSF). Questo ha permesso all'IDO di avere i suoi titoli riconosciuti ufficialmente. Quando la IDSF ha modificato il suo nome in World DanceSport Federation (WDSF), l'IDO ha deciso di non diventare un membro affiliato rafforzando quindi la sua indipendenza. Nel 2013 per la prima volta IDO ha lavorato assieme alla World DanceSport Federation, che è membro di SportAccord e riconosciuto dal Comitato olimpico internazionale (IOC), per organizzare i suoi ballerini a partecipare per la salsa ai giochi mondiali 2013 a Cali in Colombia, e per le danze caraibiche e hip hop al World Dance Sport Games a Kaohsiung, in Taiwan.
Oltre a gestire concorsi e festival, l'IDO ha stabilito la sua Hall of Fame per onorare celebrità della danza, ballerini e appassionati di danza, che hanno dato contributi significativi alla danza mondiale IDO.
IDO segue anche i requisiti richiesti per l'antidoping.

## Discipline di danza e competizioni
Ogni anno la IDO organizza campionati e coppe mondiali, continentali e regionali  nelle discipline di danza IDO.

### Divisioni per età
- Mini kids
- Bambini
- Junior
- Adulti
- Adulti 2
- Senior

### Categorie
- Singolo femminile
- Singolo maschile
- Duo (due uomini o due donne)
- Coppia (un uomo e una donna)
- Trio (solo tip-tap)
- Piccolo gruppo/squadra (3-7 ballerini)
- Formazione (8-24 ballerini)
- Production

### Stili di danza
Discipline artistiche
- Danza acrobatica
- Balletto
- Danza orientale
- Bollywood
- Flamenco
- Folk Dance Show & Folk Dance Festivals
- Danza jazz/lirica
- Danza moderna e contemporanea
- Show Dance
- Tip-tap
- Piccole/grandi produzioni

Danze di strada
- Break Dance
- Electric Boogie
- Hip Hop
- Sfide Hip Hop
- Disco
- Disco Freestyle
- Street Dance Show
- Techno
- Piccole/grandi produzioni

Danze di coppia
- Tango argentino (Tango, Milonga, Tango vals e Tango fantasia)
- Bachata
- Danze caraibiche (Salsa, Merengue, Bachata)
- Formazioni di danza di coppia
- Piccoli gruppi di danza di coppia
- Disco Hustle/Disco-Swing/Disco-Fox
- Jitterbug
- Latino Show
- Merengue
- Salsa
- Salsa Rueda de casino
- Salsa shine
- Danza synchro
- West Coast Swing
- Piccole/grandi produzioni